# Ivanka Mežan
Ivanka Mežan, slovenska igralka; * 18. junij 1926, Maribor.
Leta 1995 je za svoje delo prejela Borštnikov prstan, 2019 pa je bila razglašena za častno meščanko Ljubljane.

## Življenjepis
Ivanka Mežan se je rodila 18. junija 1926 v Mariboru. Na gledališkem odru je prvič nastopila v Slovenskem narodnem gledališču na osvobojenem ozemlju v Črnomlju leta 1944 in se nato vpisala na Akademijo za igralsko umetnost v Ljubljani. Med letoma 1945 in 1979 je bila redna članica ljubljanske Drame, po upokojitvi pa je redno nastopala tudi v drugih slovenskih gledališčih. Najprej se je uveljavila z vlogami mladostnic v slovenskih in tujih klasičnih in sodobnih dramah, nato pa prevzemala čedalje bolj zahtevne, zrele ženske like. Veliko je igrala tudi v slovenskih filmih.
Poročena je bila z Milošem Marinčkom, gradbenikom in profesorjem na FGG.
Ja mati Maje Žumer.

## Filmografija
Ivanka Mežan je nastopila v naslednjih filmih:
- Cvetje v jeseni (1973)
- Let mrtve ptice (1973)
- Čudoviti prah (1975)
- Nasvidenje v naslednji vojni (1980)
- Deseti brat (1982)
- Pustota (1982)
- Veselo gostivanje (1984)
- Živela svoboda (1987)
- Coprnica Zofka (1989)
- Decembrski dež (1990)
- Bronasti vijak (1988)
- Ljubljana je ljubljena (2005)
- Moj sin, seksualni manijak (2006)
- Instalacija ljubezni (2007)
- Ko naju več ne bo (2005)
- Vsakdan ni vsak dan (2008)
- 9:06 (2009)
- Deklica in drevo (2012)
- Panika (2013)
- Pojdi z mano (2016)
- Vztrajanje (2016)